# ساکی ناکاجیما (صداپیشه)
ساکی ناکاجیما (به انگلیسی: Saki Nakajima؛ زادهٔ ۱ سپتامبر ۱۹۷۸) صدا پیشه و بازیگر اهل ژاپن است.